# Cantone di Lons-le-Saunier-2
Il Cantone di Lons-le-Saunier-2 è una divisione amministrativa dell'arrondissement di Lons-le-Saunier, ad est della Francia.
È stato costituito a seguito della riforma approvata con decreto del 17 febbraio 2014, che ha avuto attuazione dopo le elezioni dipartimentali del 2015, rinominando il soppresso cantone di Lons-le-Saunier-Sud.

## Composizione
Comprende parte della città di Lons-le-Saunier e gli 11 comuni di:
1. Bornay
2. Chilly-le-Vignoble
3. Courbouzon
4. Frébuans
5. Geruge
6. Gevingey
7. Macornay
8. Messia-sur-Sorne
9. Moiron
10. Trenal
11. Vernantois